# Merlu koxkera
Pour les articles homonymes, voir Merlu et Basque (homonymie).
Le merlu Koxkera, merlu Koskera, merlu à la Koskera, merlu basque, merlu à la sauce verte (legatza saltsa berdean, en basque, merluza a la Koskera, ou merluza en salsa verde, en espagnol) (Koskera désigne ce qui vient de Saint-Sébastien au Pays basque) est une recette de cuisine traditionnelle de la cuisine basque, à base de merlu, coquillages (moules, palourdes), asperges, œuf dur, petits pois, et sauce verte (ou sauce Koskera).

## Histoire
Ce plat à base de produits du terroir basque, est issu de l'ancien quartier Koxkera de port de pêche de Saint-Sébastien au Pays basque espagnol, important port de pêche historique de merlu, morue, congre, sardine, thon, daurade…

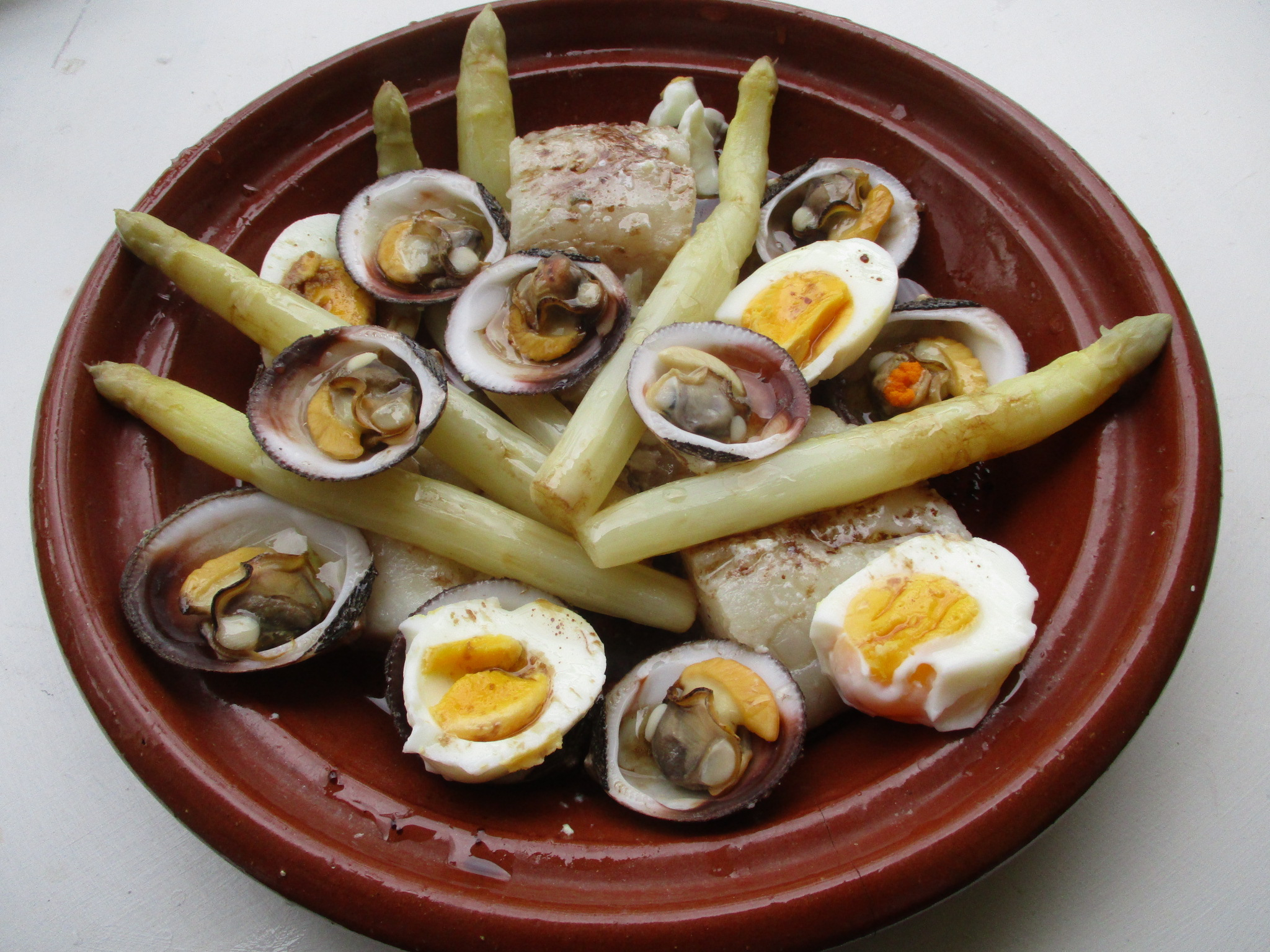
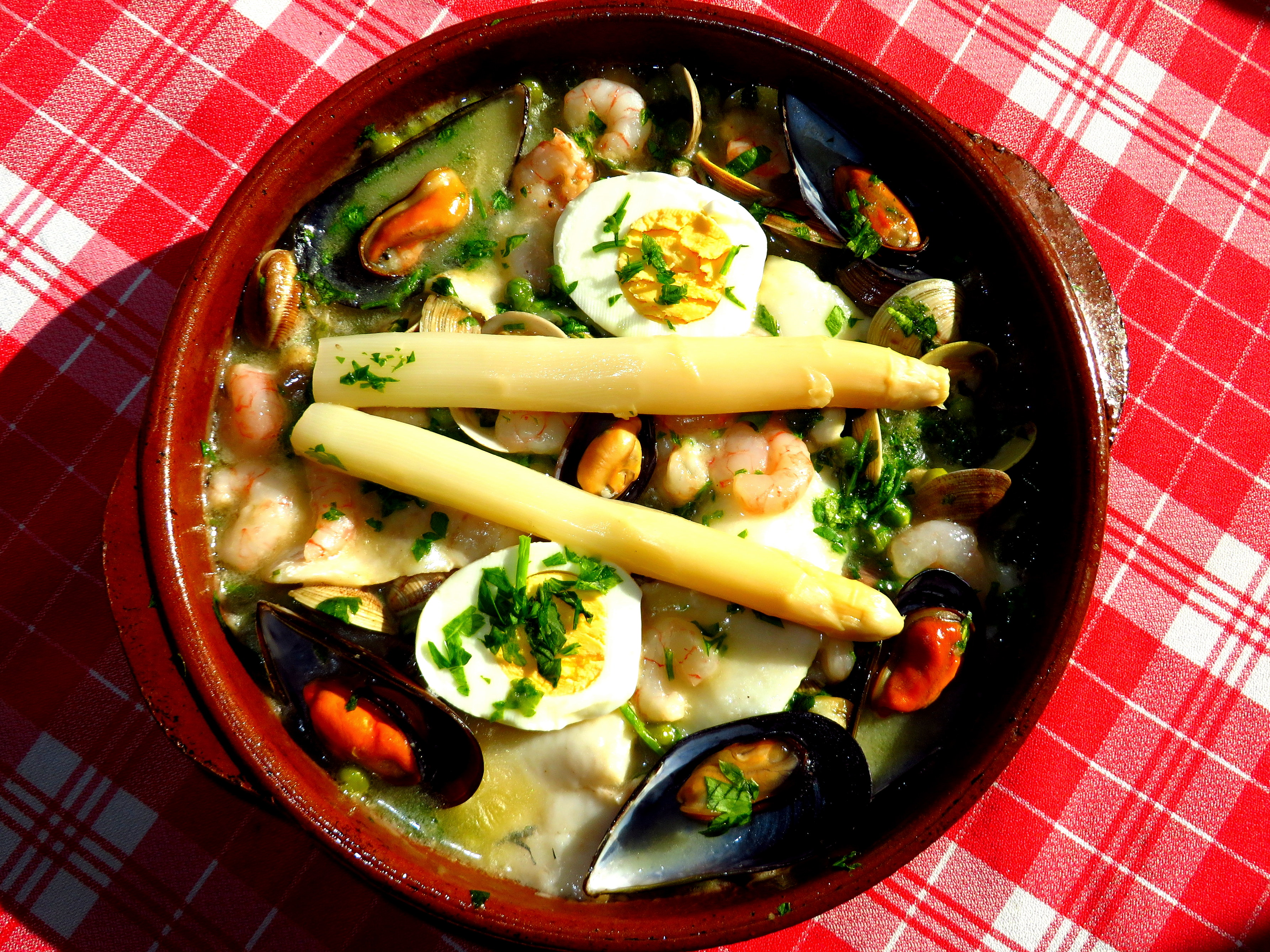
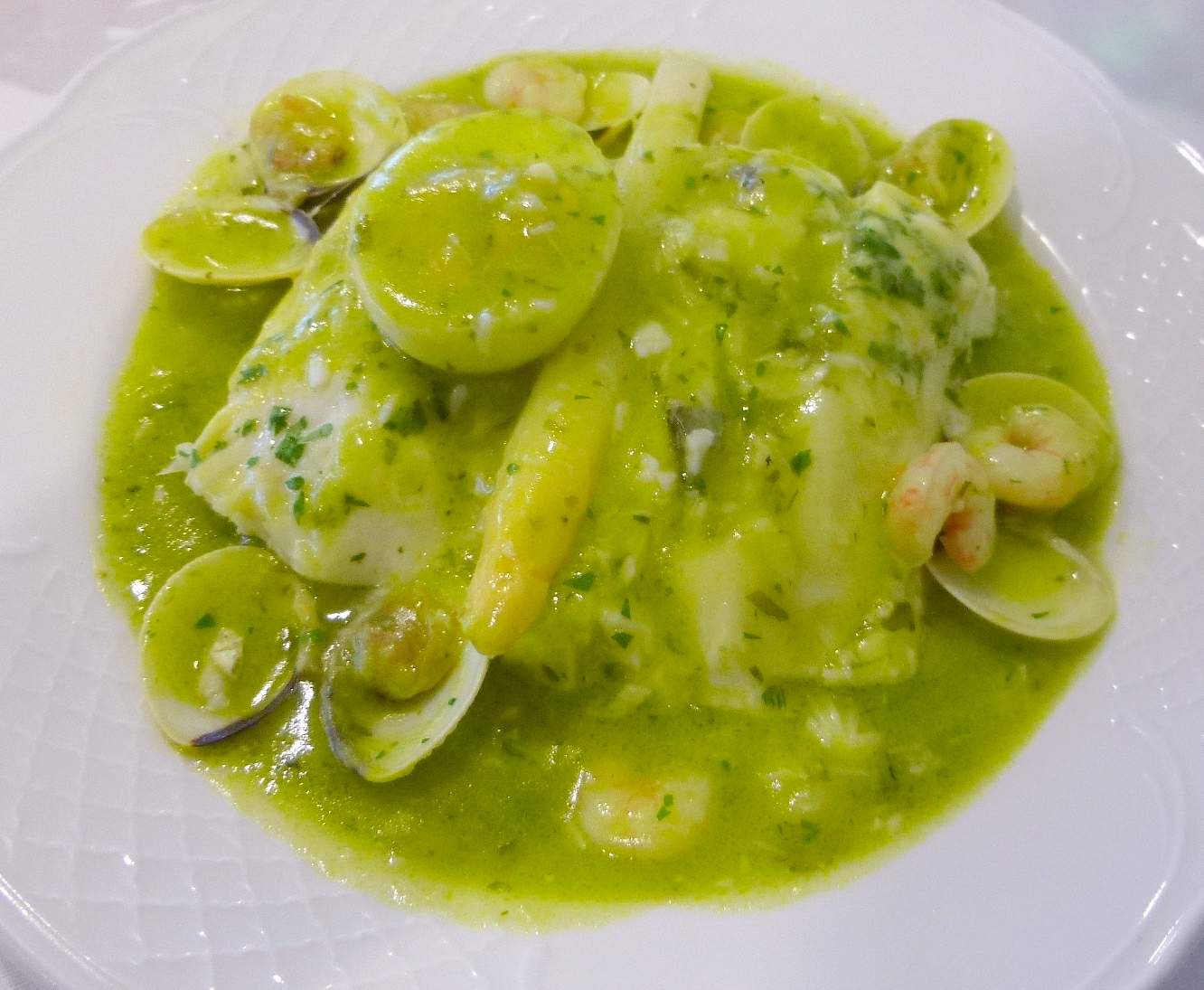

Les morceaux de merlu sont mijotés dans une cassole ou cazuela avec de l'huile d'olive et du vin blanc des vignobles du Pays basque. La sauce verte est préparée avec une émulsion d'huile d'olive et de fumet de poisson de cuisson, avec ail, persil, sel et piment d'Espelette. Le plat est présenté dans sa cassole ou cazuela, avec merlu, coquillages, asperges, œuf dur, petits pois, et sauce verte,,.